# 基礎化粧品
基礎化粧品（きそけしょうひん）とは、洗顔料（洗顔用化粧品）、化粧水、美容液、乳液、クリームといった皮膚を健やかに保ち肌質自体を整えることを目的とする化粧品を指す語。皮膚用化粧品やスキンケアプロダクツ (Skin care products) とも呼ばれる。
基礎化粧品に対し、ファンデーション、口紅、眉墨、アイシャドーといったものは、メーキャップ化粧品と呼ばれる。
メーキャップ化粧品は、肌荒れ、しわ、しみなど、見せたくない部分を隠す、肌に立体感や色を与えて一時的に美しくするなどを目的とするが、基礎化粧品は、皮膚を清潔にし、健康な状態にするのを目的とするものを言うことが多い。

## 効能表示
生体に変化を与える効能を表示したい場合、化粧品ではなく医薬部外品（いわゆる薬用化粧品）にしか行えない。この効能効果は、昭和36年薬発第44号などの厚生労働省通知の範囲に限定されてきた。特に、予防効果を謳う場合、「紫外線による色素沈着の予防」「肌の乾燥や肌荒れの予防」など、生体に影響を及ぼすことを意図している場合は医薬部外品の範疇であり、化粧品の場合は、「（保湿・清浄により）口唇・肌の乾燥を防ぐ」という程度に限られてきた。
1990年代後半から、医薬部外品として効能表示が承認された美白化粧品（承認を得ていない場合は表示できない）のブームが起きたのは、メラニン色素をつくりシミなどの発生に大きくかかわるメラノサイト（色素細胞）が深部ながら表皮層内に存在するためである。単なる化粧品ではなく医薬部外品としての化粧品であれば、美白という表現を用いることは可能である。
従来「小じわの改善」の効能しか「シワ予防」の効能を保持することは化粧品には許されてこなかった。2016年より「シワの改善」の効能が承認された。

## 使用
肌の性質により異なるが、乾燥肌は肌の潤いが足りないことが多いため、化粧水前に誘導液などを使用する。
脂性肌は油分が多い場合と、水分が不足し肌を保護するために皮脂が出た場合である。油分が多い場合は毛穴が詰まりやすくなるため、毛穴ケアが主な洗顔方法にしさっぱりとしていてとろみの少ない化粧水や乳液を使用すると油分をカットできる。水分が不足している場合は化粧水をしっかり使うことがかぎとなる。コットンや手にいつもの1.5倍くらいの量を目安にし、肌に馴染ませる。乳液などは気持ち少なめのほうが肌をきれいに保てる。肌は垂直の力には耐えられるが、平行な力に弱いためパッティングが一番である。平行な力を加えることにより毛穴が伸び垂水などの原因になる。

## 主な基礎化粧品
- クレンジング - 化粧を落とすために使用する。
- 洗顔料 - 化粧をしていない、あるいは化粧を落とした状態で、顔などを洗うために使用する。クレンジングを兼ねる物もある。
- 化粧水 - 洗顔後、水分を補給するために使用する。
- 乳液 - 化粧水では補いきれない水分、または化粧品では補えない油分、栄養などを補給する。化粧水によって得られた水分が蒸発してしまうのを防ぐ。
- 美容液 - 化粧水や乳液などで補えない栄養などを補給する。高濃度の美容成分が配合されていることが多い。
- クリーム - 化粧水や乳液などで補えない栄養等を補給する。また化粧水などによって得られた水分などが蒸発してしまうのを防ぐ。
- ジェル - 化粧水や乳液などで補えない栄養等を補給する。また化粧水などによって得られた水分などが蒸発してしまうのを防ぐ。粘性があり、保湿性が高いため、クリームの代わりに用いられることがある。

- マスク・パック- 化粧水や乳液などで補えない栄養等を補給する。また化粧水などによって得られた水分などが蒸発してしまうのを防ぐ。
- サンスクリーン剤 - クリームでは防ぎきれない日焼けを防止するために使用する。化粧下地やファンデーションに含まれている物もある。

ハチミツは、スキンケアへの利用は文明の初期にまで遡る。様々な地域で民俗的に使われており、中国では傷跡が残るのを予防し、変色やそばかすを除去するとされてきたし、現代においても、保湿剤、ローション、リップクリーム、パック用フェイスマスク、シャンプー、ヘアカラーに利用される。